# Stuart Waiton
 (septembre 2020).
Stuart Waiton est un maître de conférences britannique en sociologie et criminologie à l'Université d'Abertay Dundee. 
Il enseigne sur des questions relatives aux comportements antisociaux, aux paniques morales, aux crimes de haine et à la politique.

## Biographie
Waiton a été chroniqueur pour le Times Educational Supplement (Écosse) et a écrit pour le Times, le Independent, Living Marxism et son successeur Spiked, et est actuellement[Quand ?] chroniqueur pour le Glasgow Herald et un contributeur à un certain nombre d'émissions de radio et de télévision grand public. Il est apparu sur Sky News et a contribué au Richie Allen Show, un spectacle d'extrême droite.
Il a participé à des campagnes contre la loi sur le Offensive Behaviour at Football Act. Il a critiqué les universitaires comme étouffant le débat sur les sujets transgenres, et à son tour a été critiqué pour avoir décrit le mouvement des droits des transgenres comme demandant quelque chose qui est biologiquement impossible. Il a également remis en question le soutien de l'État aux toilettes et uniformes scolaires non sexistes et décrit la dynamique des militants pour l'égalité comme potentiellement autoritaire[réf. nécessaire].

## Publications
- Scared of the kids?: Curfews, crime and the regulation of young people, Sheffield Hallam University Press, 2001 (ISBN 978-0863399299)
- The Politics of Antisocial Behaviour Amoral Panics, Routledge Advances in Criminology, 2007 (ISBN 978-0415872720)
- Snobs' law: criminalising football fans in an age of intolerance, Scotland, Take A Liberty, 2012 (ISBN 978-0957155909)